# ロビンソン・ヘリコプター

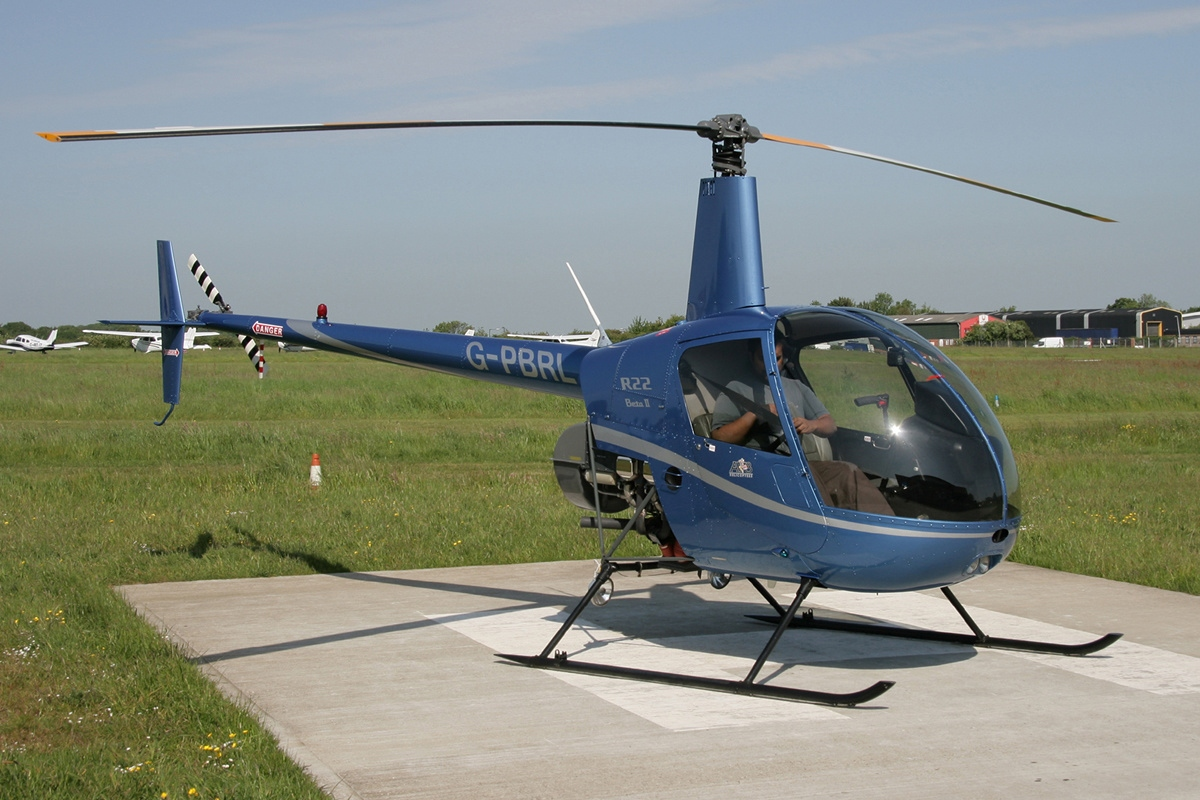
R22

ロビンソン・ヘリコプター（Robinson Helicopter Company ）はアメリカ合衆国の航空機製造会社。民間向けの小型ヘリコプターを主力としている。
1973年にベル・ヘリコプターとヒューズ・エアクラフトに勤めていたフランク・ロビンソンによって設立された。1979年に最初の引渡し以来5000機を製造している。
製造しているヘリコプターはメインローターのシャフトが長くカバーで覆われているのが特徴である。
1国で複数の代理店を認めており日本でも複数社が認定を受けている。

## 機体

### 回転翼機
- R22　2座席のピストンエンジンのモデル
- R44　4座席のピストンエンジンのモデル
- R66　ロールス・ロイス・ホールディングスのタービン・エンジンを搭載した5席のモデル

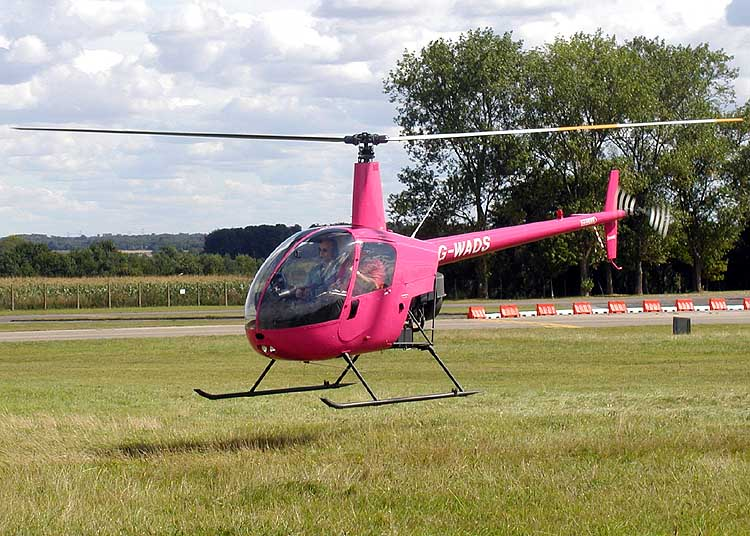
R22 Beta
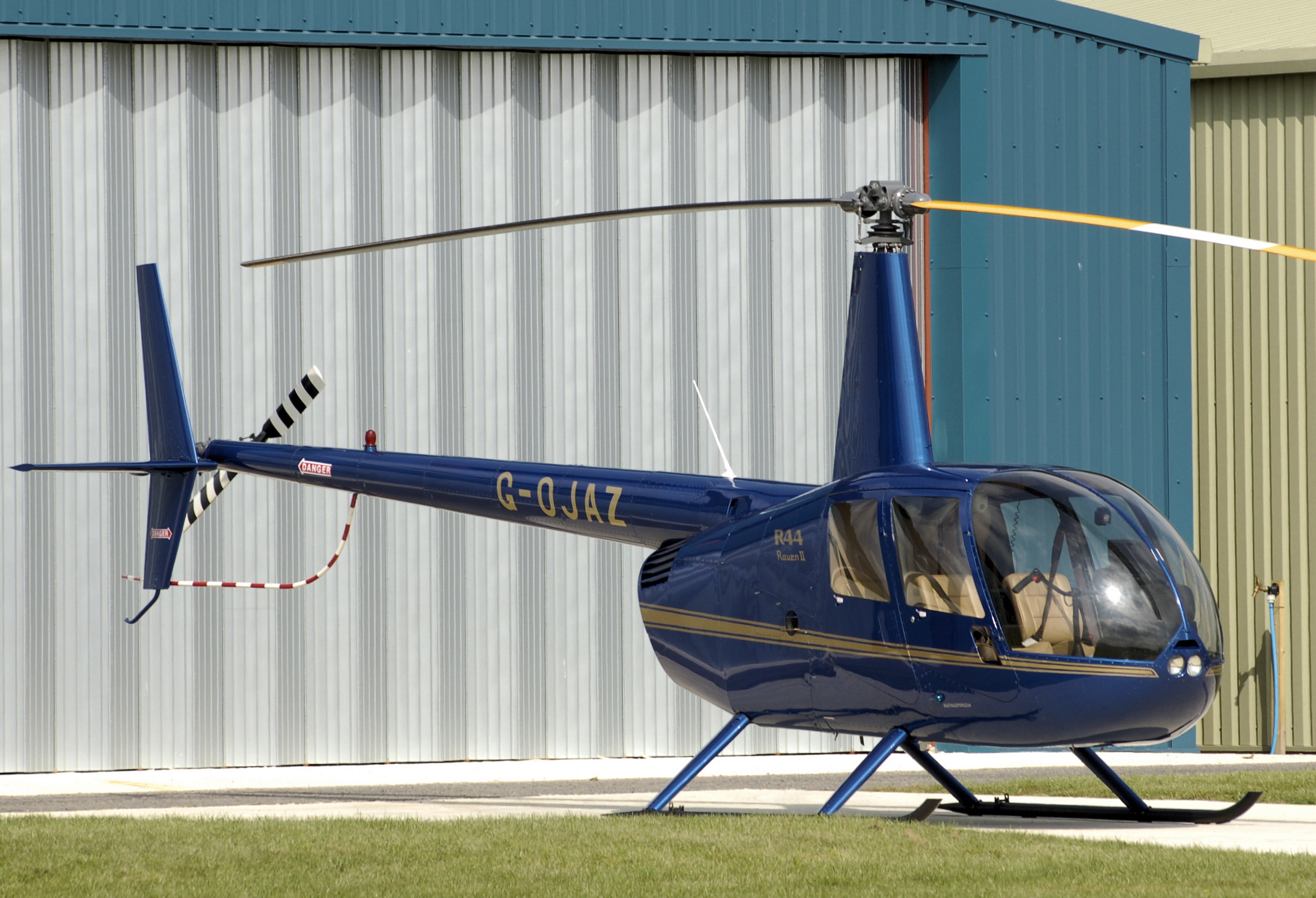
R44 Raven II
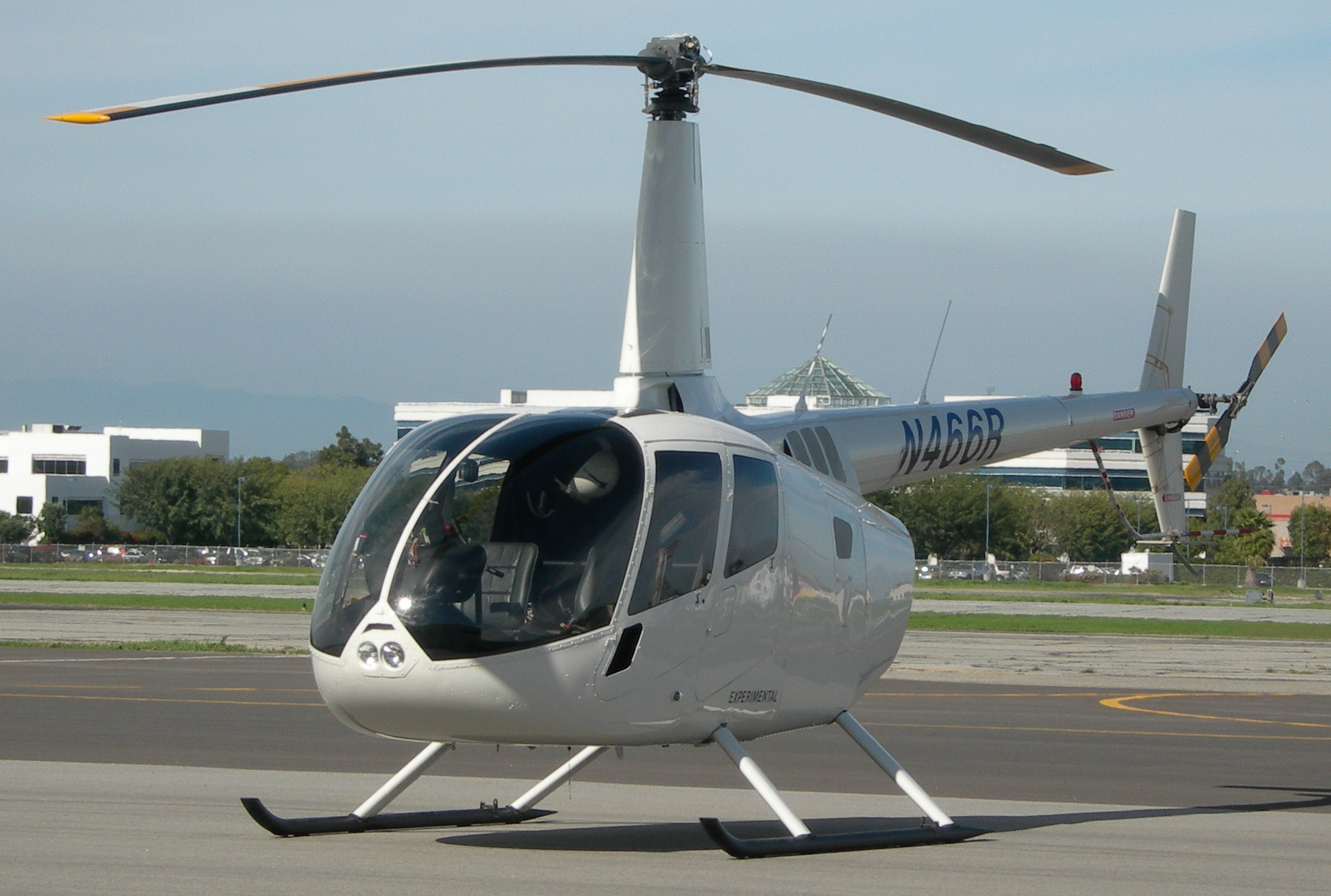
R66 Turbine